# Цешенево
Цешенево (пол. Cieszeniewo, нім. Ziezeneff) — село в Польщі, у гміні Свідвин Свідвинського повіту Західнопоморського воєводства.
Населення — 230 осіб (2011).
У 1975-1998 роках село належало до Кошалінського воєводства.

## Демографія
Демографічна структура станом на 31 березня 2011 року:
|          | Загалом | Допрацездатний вік | Працездатний вік | Постпрацездатний вік |
| -------- | ------- | ------------------ | ---------------- | -------------------- |
| Чоловіки | 118     | 37                 | 74               | 7                    |
| Жінки    | 112     | 24                 | 68               | 20                   |
| Разом    | 230     | 61                 | 142              | 27                   |